# Melanochaeta diabolus
Melanochaeta diabolus är en tvåvingeart som beskrevs av Becker 1913. Melanochaeta diabolus ingår i släktet Melanochaeta och familjen fritflugor.
Artens utbredningsområde är Etiopien. Inga underarter finns listade i Catalogue of Life.